# Águilas Doradas
Rionegro Águilas – kolumbijski klub piłkarski z siedzibą w mieście Rionegro.

## Historia
Klub powstał pod nazwą Corporación Deportiva Bajo Cauca Fútbol Club (w skrócie Bajo Cauca lub Corbajocauca). Mając siedzibę z mieście Caucasia leżącym w prowincji Antioquia domowe mecze rozgrywał na stadionie Estadio Municipal Orlando Aníbal Monroy oddanym do użytku w roku 1987. Największym sukcesem klubu było wicemistrzostwo II ligi w 2005.
W 2007 klub zajął w II lidze 11 miejsce, a następnie pod koniec roku z przyczyn finansowych oficjalnie zakończył działalność. Wznowił ją 7 stycznia 2008, ale już pod nową nazwą – Corporación Deportiva Itagüi Ditaires (w skrócie Itagüi Ditaires). Zmieniona została także siedziba klubu, który przeniósł się do miasta Itagüi.
W 2014 po zakończeniu turnieju Apertura, klub przeniósł swoją siedzibę do miasta Rionegro i zmienił nazwę na Águilas Doradas Fútbol Club S. A. (w skrócie Águilas Doradas), a 5 stycznia 2016 klub ogłosił, że zmieni nazwę na Rionegro Águilas.

## Osiągnięcia
- Categoría Primera B

| zwycięstwo (1):     | 2010 |
| drugie miejsce (1): | 2009 |

- Copa Colombia

| zwycięstwo (0):     | –    |
| drugie miejsce (1): | 2010 |